# Monte Lerno
Il monte Lerno (anticamente monte Lèrron), è un massiccio montuoso alto 1094 metri, situato nel territorio del comune di Pattada, nella Sardegna settentrionale. (in sardo: Monte Lernu).

## Geologia
Geologicamente parlando il monte Lerno ha un'origine molto antica, come d'altronde l'isola in cui esso si è formato, questo fa sì che le sue vette e le sue forme siano piuttosto rotondeggianti. Ai piedi del rilievo si trova l'omonimo lago artificiale, inaugurato negli anni '80.

## Flora e fauna
Le pendici di questa montagna, che domina il territorio circostante, sono ricoperte da antichi boschi di lecci, roverelle, ginepri, corbezzoli e querce da sughero. Nei laghetti artificiali che ricoprono il territorio alla base del massiccio nidificano i germani reali, mentre sulle vette l'aquila reale. Le fonti naturali sparse sulle pendici forniscono buona e fresca acqua alle fontane di Pattada, mentre ai piedi del monte Lerno si estende l'omonimo lago artificiale, noto anche come lago del Rio Mannu, del quale usufruiscono dal punto di vista idrico i vari comuni della zona. 
L'Ente foreste della Sardegna ha favorito un piano di rimboschimento e ha attuato un processo di ripopolamento del territorio con animali tipicamente sardi, che erano estinti in questa zona, come il cervo sardo.

## Rally di Sardegna
Le numerose piste forestali che percorrono la montagna, specialmente quelle dei cantieri demaniali di Sa Conchedda, Tandalò, Su Filigosu, e ovviamente la omonima Lerno, sono state inserite nel percorso del Rally di Sardegna fin dalla sua prima edizione nel 2004. Nel corso degli anni, questi percorsi, spesso anche dalla lunghezza di oltre 30 chilometri cronometrati, sono stati tra i più apprezzati da piloti e tifosi di tutto il mondo, specialmente per il rinomato salto Micky's Jump in località Punta Balestrieri, diventato oramai il biglietto da visita della gara sarda.

## Attività outdoor e Sport sul Monte Lerno

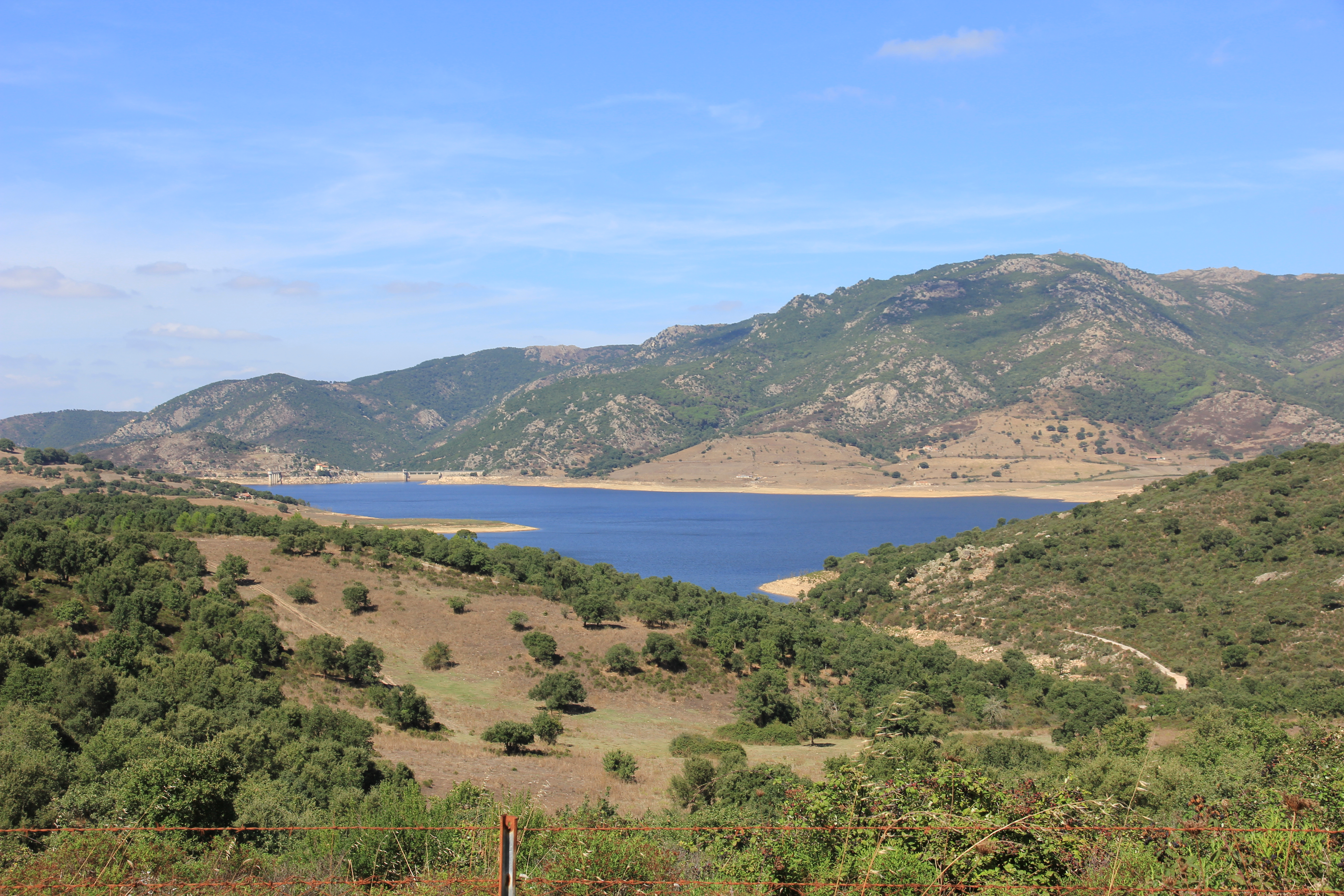
Il monte Lerno e l'omonimo lago

Le attività sportive su questa montagna sono in forte crescita, le bellezze naturalistiche del luogo e la fitta rete sentieristica che la ricama attirano ogni anno un elevato numero di appassionati dell'outdoor. Mountain bike, hiking, trekking e trail-running sono le attività più diffuse, lungo le sponde dell'omonimo lago è possibile praticare pesca sportiva e kayaking. Nel mese di maggio i sentieri del Monte Lerno sono protagonisti di una gara di corsa in montagna (trail-running) denominata Pattada Wild Trail, il percorso sul quale corrono gli atleti prevede il collegamento tra l'abitato di Pattada e la vetta della montagna posta a 1094 metri di altitudine. La gara, svolta prevalentemente su sentieri molto panoramici totalizza una distanza di 24 chilometri e 1400 metri di dislivello positivo.